# Autobahn (autostrada)

Simbolo delle Autobahnen

La rete tedesca delle Autobahnen

Il termine Autobahn (pronuncia tedesca: AFI: /ˈaʊ̯toˌbaːn/ ; "strada per automobili") o Bundesautobahn (pronuncia tedesca: AFI: /ˈbʊndəsˌʔaʊ̯tobaːn/ ; "autostrada federale", abbreviato BAB) indica in Germania le autostrade. Lo stesso termine è adottato anche in Austria, Svizzera e Alto Adige per indicare le rispettive autostrade.
Sono famose nel mondo per l'assenza, in parte di esse, dei limiti di velocità: vi è solo assegnata la velocità raccomandata di 130 km/h dal 1974; il 25% dell'estensione totale è sottoposto a limiti locali dovuti alla geometria del tracciato o a condizioni climatiche o gestionali.

## Sistema autostradale
Come nelle autostrade delle altre nazioni, le Autobahnen devono avere almeno due corsie per ogni carreggiata (separate da spartitraffico), sono prive di intersezioni a raso e l'accesso è limitato ai veicoli a motore capaci di sostenere una velocità minima di 60 km/h.

La prima Autobahn tedesca fu completata nel 1932, e collegava Colonia e Bonn.
Ciascuna carreggiata era affiancata da una corsia di circa 60 cm di larghezza, costituita da vari materiali; le corsie laterali su molte Autobahnen furono allargate a 120 cm di larghezza quando si è capito che le auto necessitavano di più spazio per lasciare l'autostrada in sicurezza. Nel dopoguerra le banchine furono asfaltate e nelle tratte pianeggianti la velocità massima era di 160 km/h, ma limiti più ristretti furono adottati nei tratti collinari o montuosi.

Il simbolo della A8 che appare su tutti i cartelli stradali

Il sistema di numerazione correntemente in uso è stato introdotto nel 1974. Tutte le Autobahnen sono indicate con la lettera maiuscola "A" seguita da uno spazio e da un numero (ad esempio "A 8").
Le Autobahnen principali attraversano tutta la Germania ed hanno una singola cifra, di solito le pari per le direttrici est-ovest e le dispari per le direttrici nord-sud. Alcune direttrici non sono tuttavia facilmente distinguibili.
Autobahnen più corte, che hanno un'importanza regionale (per esempio connettendo due grandi città o due regioni tedesche) hanno una doppia cifra (per esempio la A 24 connette Berlino e Amburgo). Il sistema è il seguente:

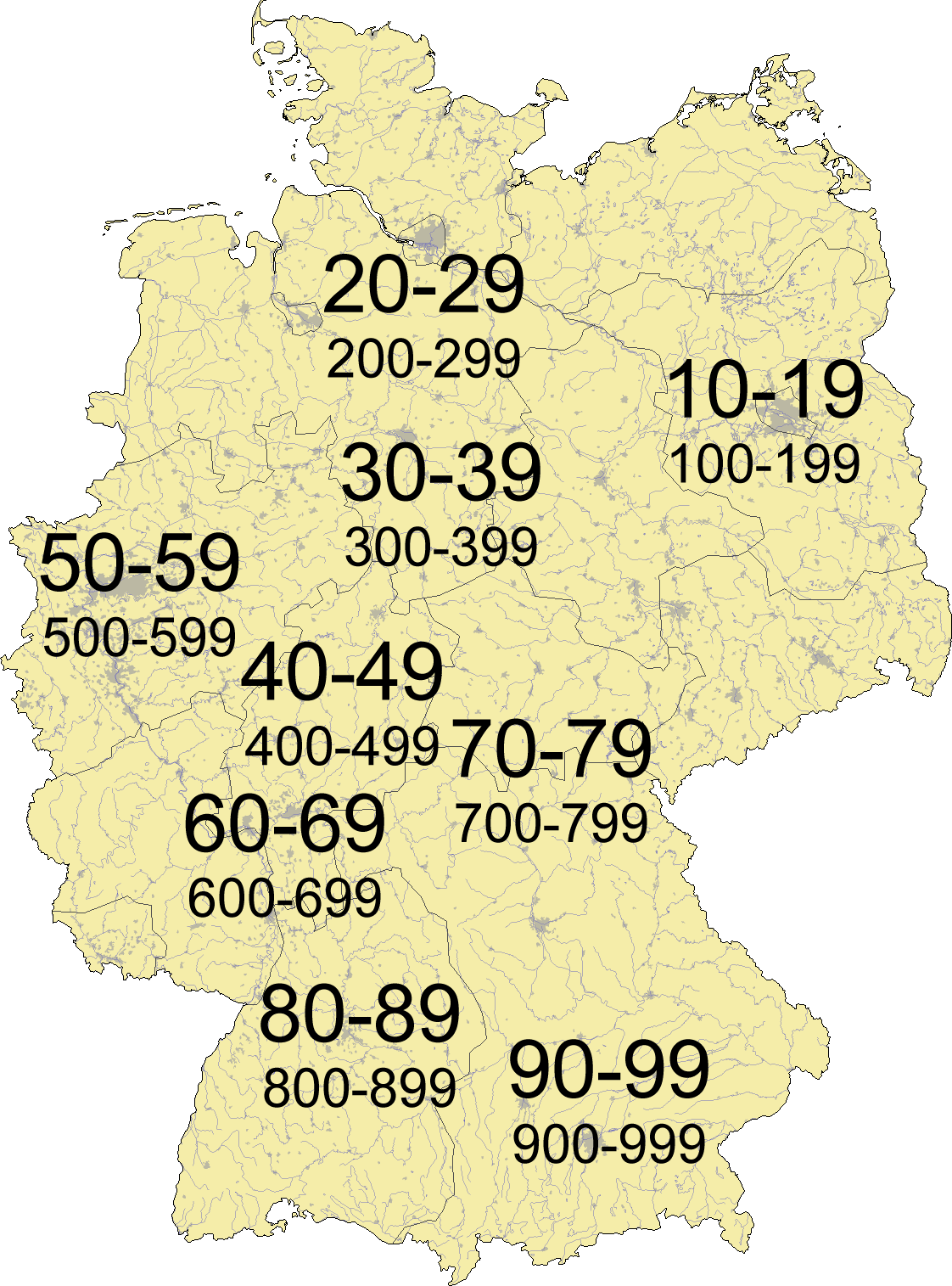
Mappa delle Autobahnen da 10 a 99

- A 10 - A 19 nell'est della Germania (Berlino, Sassonia-Anhalt, parte della Sassonia e Brandeburgo)
- A 20 - A 29 nel nord e nordest della Germania
- A 30 - A 39 nella Bassa Sassonia (nordovest della Germania)
- A 40 - A 59 nell'area della Ruhr
- A 60 - A 69 in Renania-Palatinato, Saarland e Assia
- A 70 - A 79 in Turingia, nord Baviera e parte della Sassonia
- A 80 - A 89 nel Baden-Württemberg
- A 90 - A 99 nella Baviera del sud

Ci sono infine Autobahnen molto corte, di importanza locale (per esempio le tangenziali o la A 555 da Colonia a Bonn); di solito la prima cifra è simile a quella delle autostrade vicine, a seconda della regione.

## Storia

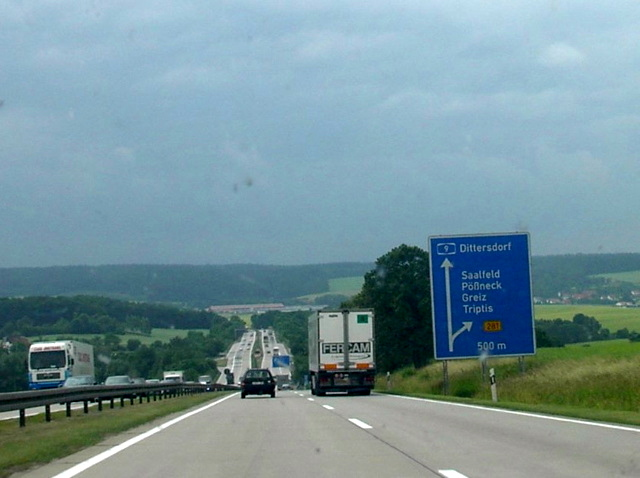
Un'Autobahn a due corsie, senza corsia di emergenza, come costruite in origine

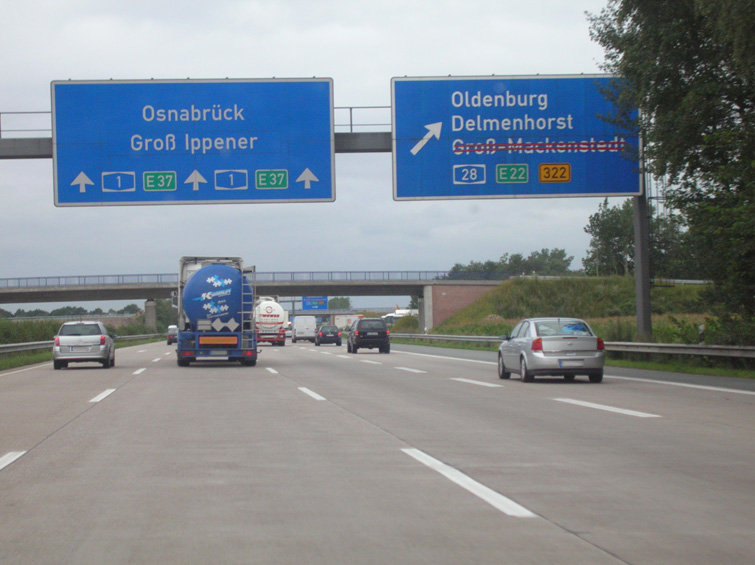
Tipico tratto di una moderna Autobahn in prossimità di un'uscita, con cartello direzionale

L'idea della costruzione della rete delle Autobahnen venne espressa per la prima volta durante la Repubblica di Weimar, ma tranne il circuito AVUS in Berlino, le costruzioni erano lente, e la maggior parte dei progetti non andava oltre la fase di pianificazione a causa dei problemi economici e della debolezza politica del momento. Uno dei progetti, di iniziativa privata, fu il cosiddetto HaFraBa in cui era prevista una "strada per sole auto" (il nome Autobahn arrivò solo nel 1929) attraversando la Germania da Amburgo nel nord, attraversando centralmente Francoforte sul Meno e arrivando a Basilea, in Svizzera (da cui il nome: Ha[mburg] Fra[nkfurt] Ba[sel]). Parte dell'HaFraBa fu completato negli anni trenta e nei primi anni quaranta, ma fu interrotto dallo scoppio della seconda guerra mondiale.
Pochi giorni dopo la presa del potere da parte dei nazisti nel 1933, Adolf Hitler approvò un ambizioso progetto di costruzione delle Autobahnen e nominò Fritz Todt come Ispettore Generale delle strade. Ben presto oltre 100 000 uomini lavorarono in cantieri in tutta la Germania. Quanto il programma per la creazione di posti di lavoro e le migliorate infrastrutture, fondamentali per gli sforzi di rinascita economica, il progetto costituì un grande successo. Un altro, non improbabile, intento sottostante al progetto delle Autobahnen, oltre alla creazione di unità nazionale ed al rafforzamento di un ruolo centralizzato, è stato quello di dare mobilità per gli spostamenti delle milizie (vedi Architettura nazista). 	
Le Autobahnen costituirono il primo sistema di strade ad alta velocità ed accesso controllato del mondo, con il primo tratto da Francoforte a Darmstadt aperto nel 1935. Questo tratto rettilineo è stato utilizzato per i tentativi di record da parte delle squadre corse da Grand Prix della Mercedes-Benz e dell'Auto Union fino all'incidente mortale del corridore Bernd Rosemeyer all'inizio del 1938.
Sviluppo della lunghezza complessiva (alla fine del):

1935 - 108 km

1936 - 1 086 km

1937 - 2 010 km

1938 - 3 046 km

1939 - 3 300 km

1940 - 3 736 km

A fronte dei 12 845 km di "Bundesautobahnen" nel 2012.
Nel corso della seconda guerra mondiale parte della rete autostradale venne asfaltata per permettere la conversione delle Autobahnen in piste aeroportuali di supporto. Gli aeroplani furono inoltre nascosti in numerose gallerie o camuffati nei boschi lungo le strade. A parte questi dettagli le Autobahnen non ebbero importanza rilevante nel conflitto. I veicoli a motore non erano infatti in grado di competere con i treni sul trasporto delle merci, sia per quanto riguarda la velocità che per la quantità. E i carri armati non avrebbero potuto usarle sia per il peso, sia per i cingoli che avrebbero frantumato il manto stradale. Inoltre la generale penuria di benzina che la Germania sopportò durante la gran parte del periodo bellico, come anche il numero relativamente basso di autocarri e veicoli a motore fortemente richiesti per il supporto diretto alle operazioni militari, abbassò ulteriormente l'interesse per le Autobahnen come infrastruttura strategica. Pertanto la maggior parte di merci militari e prodotti continuarono ad essere trasportate su ferrovia. Alla fine della guerra, parecchi tratti di autostrade erano in cattive condizioni, gravemente danneggiate dai pesanti bombardamenti degli Alleati e dalle demolizioni militari. Per di più la loro costruzione subì un arresto nel 1943, a causa della crescente fame di risorse assorbite dall'impegno bellico, e così migliaia di chilometri rimasero incompleti.
Nella Germania Ovest, subito dopo la guerra, moltissime Autobahnen furono subito riparate. Negli anni cinquanta, il governo della Germania Occidentale fece ripartire il piano di costruzione delle autostrade, investendo per nuovi tracciati e per migliorare quelli già esistenti. I lavori di conclusione dei tratti autostradali durarono molti anni, addirittura alcuni di essi sono stati aperti al traffico solo negli anni ottanta. Alcuni tratti attraversati dalla Cortina di ferro furono completati solo nel 1990 con la riunificazione della Germania. Alla fine alcuni tratti non furono mai completati quando furono trovati altri percorsi più agevoli. Alcuni di questi tratti attraversanti il paesaggio, formano un esempio di archeologia industriale facilmente visibili dalle fotografie satellitari.
Le Autobahnen della Germania Est (DDR), e quelle delle antiche province tedesche della Prussia dell'Est, Est Pomerania e Slesia (che dopo il conflitto si trovavano in Polonia e nell'Unione Sovietica) erano decisamente più trascurate rispetto a quelle della Germania Ovest e del resto dell'Europa Occidentale in generale. Durante gli anni della Guerra Fredda esse ricevettero una scarsa manutenzione dovuta ai pochissimi fondi messi a disposizione per le autostrade: il limite di velocità nella DDR era di 100 km/h e un po' ovunque era frequente trovare limiti anche inferiori dovute alle pessime condizioni delle strade. I limiti nella DDR erano fatti rispettare molto rigorosamente dalla Volkspolizei (letteralmente "Polizia popolare"), le cui auto erano spesso camuffate nell'attesa di chi superava i limiti.
Negli anni settanta e ottanta il governo della Germania Ovest stanziò milioni di marchi in favore della DDR per la costruzione e la manutenzione delle autostrade tra la Germania Ovest e Berlino Ovest; ci sono tuttavia delle supposizioni che il governo della DDR abbia destinato quei fondi ad altri scopi.

## Situazione attuale
Oggi la rete tedesca delle Autobahnen si estende per una lunghezza di circa 12845 km (al 1º gennaio 2012), terza al mondo dopo la rete statunitense delle Interstate Highway e del National Trunk Highway System (NTHS) della Repubblica Popolare Cinese.
Molti tratti sono oggi all'avanguardia, con tre corsie di marcia più la corsia di emergenza; altri sono invece ancora al livello originale con due corsie per senso di marcia, senza corsia di emergenza e rampe di accesso brevi. Un esempio di queste due tipologie si può vedere nella A 9, Monaco - Berlino: uscendo da Monaco l'autostrada inizia con quattro corsie per senso di marcia più la corsia di emergenza; in seguito, dopo aver lasciato la Turingia ed essere entrati nel territorio della ex-Germania Est, ci sono ancora tratti a sole due corsie e senza corsia di emergenza (ci sono solo rare piazzole con un telefono arancio-giallo). Attualmente sono in corso lavori per portare l'intera Autobahn a tre corsie.
Un altro grande progetto coinvolge la A 6 nel tratto finale ad oriente, per collegare Norimberga e Amberg con l'autostrada ceca D 5 (Rozvadov - Praga).

## Limiti di velocità

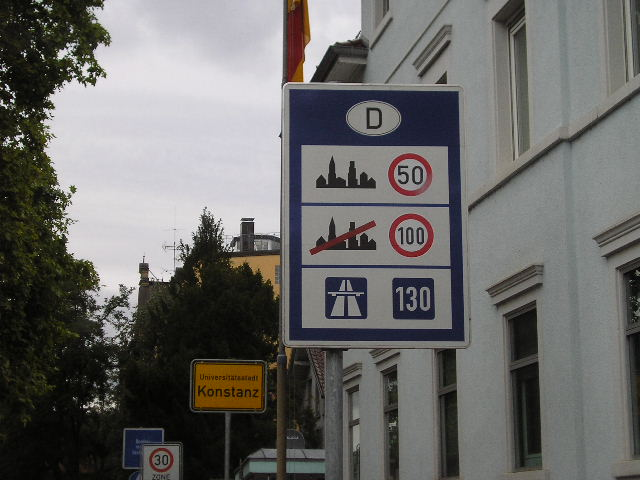
Sulle Autobahnen vi è solo una velocità consigliata di 130 km/h

Per alcuni veicoli sono imposti ristretti limiti di velocità:
| 60 km/h  | - Autobus che trasportano passeggeri - Motocicli con rimorchio o sidecar                                         |
| 80 km/h  | - Autoveicoli di massa superiore a 3,5 t (eccetto le autovetture) - Autovetture e camion con rimorchio - Autobus |
| 100 km/h | - Autovetture con rimorchio certificate per i 100 km/h - Autobus certificati per i 100 km/h                      |

Il segnale di fine di applicazione dei limiti

Le Autobahnen sono famose per essere tra le poche strade pubbliche al mondo senza limiti di velocità generale per autoveicoli e motocicli, 
la maggior parte delle tratte senza limiti di velocità si trovano fuori dalle aree più densamente popolate. Un esempio ne è la A 8 tra Stoccarda e Monaco. Caratteristiche costruttive: ad esempio i raggi di curvatura sono in media più ampi di quelli che si trovano sulle altre autostrade europee; questo consente, soprattutto quando si percorre una curva a sinistra, una visibilità in avanti molto superiore che permette di accorgersi per tempo se qualcuno sta frenando bruscamente; in ciò aiuta anche il fatto che generalmente tra la corsia di sinistra e il guard rail c'è ancora un certo margine di spazio che, sempre nelle curve a sinistra, favorisce la visibilità. A ciò aggiungiamo che i cartelli stradali hanno scritte a caratteri cubitali che consentono di essere compresi anche a velocità elevate e che le corsie di accelerazione sono in genere molto lunghe: quest'ultima particolarità permette anche agli autocarri più pesanti di immettersi in autostrada ad una velocità sufficientemente elevata e tale da non costringere chi sopraggiunge in quell'istante nella corsia di destra a repentini e pericolosi cambi di corsia; lo stesso dicasi per quelle di decelerazione, essendo molto lunghe è possibile effettuare tutta la staccata su di esse evitando di rallentare troppo l'andatura anzitempo. Anche i cambi di pendenza sono generalmente più dolci a tutto vantaggio della visibilità.
Limiti di velocità sono comunque applicati agli svincoli e negli altri punti pericolosi, come tratti con lavori in costruzione o con lavori in corso. I limiti sui tratti non in costruzione sono in genere di 100 km/h, 120 km/h e qualche volta di 130 km/h; nei tratti in costruzione il limite è di solito posto a 80 km/h, ma può essere anche meno (60 km/h o addirittura 40 km/h). Alcuni tratti hanno limiti particolari se la strada è bagnata. Alcuni limiti sono stati invece introdotti per ridurre l'inquinamento ed il rumore.
I limiti di velocità possono essere anche impostati temporaneamente tramite un sistema di controllo dinamico del traffico che mostra i relativi segnali stradali. Anche se non ci sono limiti la velocità consigliata è comunque non più di 130 km/h, che prende il nome di Richtgeschwindigkeit; questo non è un limite vincolante, ma restare coinvolti in un incidente mentre si sta andando a velocità superiori può portare ad essere considerati in parte responsabili dell'accaduto in base al principio del Erhöhte Betriebsgefahr (secondo il quale l’assicurazione non è fatta per coprire le sciocchezze dell’assicurato, ma i suoi errori in buona fede). La velocità media nelle aree senza limiti delle auto che non sono limitate da alcuna legge è di circa 150 km/h.
In media, circa la metà delle autostrade tedesche è priva di limiti di velocità, circa un terzo ha dei limiti permanenti mentre il resto ha dei limiti temporanei o variabili.
Nelle zone senza limiti non ci sono normalmente restrizioni per quanto riguarda il sorpasso, ad eccezione del divieto di sorpasso a destra. La corsia di destra di un'autostrada è generalmente affollata di camion che spesso tentano di sorpassarsi. Questa situazione viene chiamata Elefantenrennen cioè "corsa degli elefanti". In alcune zone con solo due corsie per ciascuna direzione di marcia ci sono delle particolari restrizioni al sorpasso per camion e automobili con rimorchio. La domenica e in occasione di alcune feste nazionali i camion non possono circolare a partire dalle 22 del giorno precedente, ad eccezione dei veicoli che trasportano merci deperibili e pochi altri, ad esempio mezzi militari.
Tutti i veicoli che non riescono a raggiungere i 60 km/h non possono circolare in autostrada, nonostante questo non sia un problema per la maggior parte dei veicoli moderni, questo impedisce la circolazione a piccoli mezzi come i Quad o gli Scooter. Per rientrare in questi limiti alcuni mezzi particolari, ad esempio mezzi per trasporto gru o altri carichi speciali, hanno una velocità di design di 62 km/h, indicata solitamente da un simbolo bianco con un "62" nero.
La sicurezza della rete autostradale tedesca è paragonabile a quella degli altri paesi europei e le autostrade sono di solito più sicure delle strade minori. Uno studio del 2005 del Ministero Federale degli Interni indica che il numero di incidenti per chilometro nelle tratte senza limiti di velocità è costante.

## Pedaggi
Germania internazionale. 
Dal gennaio 2005 esiste un pedaggio speciale per i camion pesanti più di 12 tonnellate. Il governo federale ha stipulato un contratto con una società privata, la Toll Collect GmbH, per la riscossione dei pedaggi autostradali. Il sistema è basato su transponder montati sui veicoli e sensori installati lungo le strade, un sistema simile al Telepass in Italia. Nelle fasi iniziali ci furono gravi ritardi che causarono la perdita di diversi milioni di euro in pedaggi. Un effetto di questa nuova politica sui pedaggi è l'aumento del traffico pesante sulle strade secondarie. È in corso un dibattito sull'allargamento del pedaggio anche alle automobili, ma i sondaggi indicano questo eventuale provvedimento come molto impopolare, per cui tutti i politici dei principali partiti assicurano che questa modifica non sarà mai attuata.

## Leggi di circolazione e applicazione
La rete autostradale è pattugliata da automobili della polizia senza contrassegni e da motociclette dotate di telecamere. Questo permette di applicare le leggi sul rispetto della distanza di sicurezza, che in altri paesi risultano difficili da provare in giudizio.
Alcune leggi particolari sono:
- Il divieto di circolazione per veicoli incapaci di raggiungere i 60 km/h.
- L'obbligo di usare la corsia di destra se questa è libera.
- In caso di ingorgo i conducenti sono tenuti a lasciare una delle corsie di sinistra libera per il passaggio dei veicoli di servizio.
- Divieto assoluto di fermata se non in caso di emergenza o quando inevitabile. Il divieto è valido anche per la corsia di emergenza. La sosta causata dal rimanere senza carburante viene multata in quanto è responsabilità dell'autista controllare di avere abbastanza carburante per raggiungere la destinazione. In alcuni casi, quando ad esempio la sosta mette a repentaglio la sicurezza degli altri viaggiatori, può essere considerata reato e punita con la reclusione fino a 5 anni.
- La distanza dal veicolo che precede deve essere pari alla misura in metri della metà della propria velocità, ad esempio un'auto a 120 km/h deve sempre trovarsi ad almeno 60 metri dall'auto che la precede. Come riferimento si hanno i pannelli riflettenti posti ai lati della strada che si trovano a 50 metri l'uno dall'altro.
- Le sanzioni per il mancato rispetto della distanza di sicurezza sono state aumentate nel maggio 2006. Alla velocità di 100 km/h viaggiare a meno del 30% della distanza minima consentita è punibile con la sospensione della patente da uno a tre mesi.
- È considerato lecito lampeggiare per segnalare l'intenzione di sorpassare, ma solo se la distanza con il veicolo precedente è regolare.
- Gli pneumatici devono essere omologati per la velocità massima dichiarata del veicolo che li monta e sono ammessi anche pneumatici speciali non omologati per la velocità massima, come ad esempio gli pneumatici da neve, ma il guidatore deve apporre una vetrofania che indichi la velocità massima raggiungibile con gli pneumatici in uso.

## Film e telefilm
- Reichsautobahn (documentario in bianco e nero) di Hartmut Bitomsky (Germania Ovest, 1986)
- Squadra Speciale Cobra 11, serie televisiva tedesca
- Autobahn - Fuori controllo, film del 2016 diretto da Eran Creevy

## Musica
- Autobahn, album del gruppo tedesco Kraftwerk (1974)